# 楊森 (軍閥)
杨森（1884年2月20日—1977年5月15日），旧名淑泽、伯坚，字子惠，四川順慶府广安人，中華民國军事人物，国民革命军將領，川军高级将领。

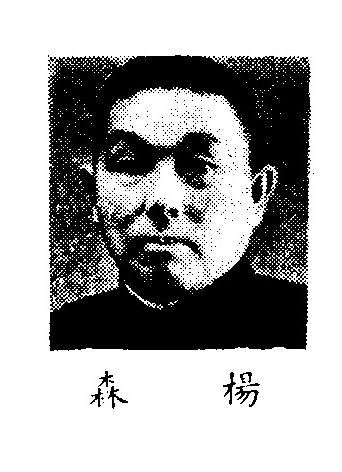

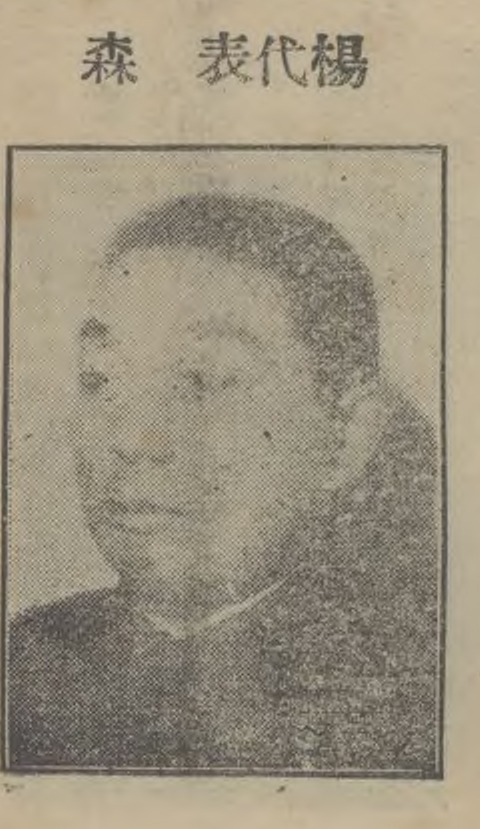

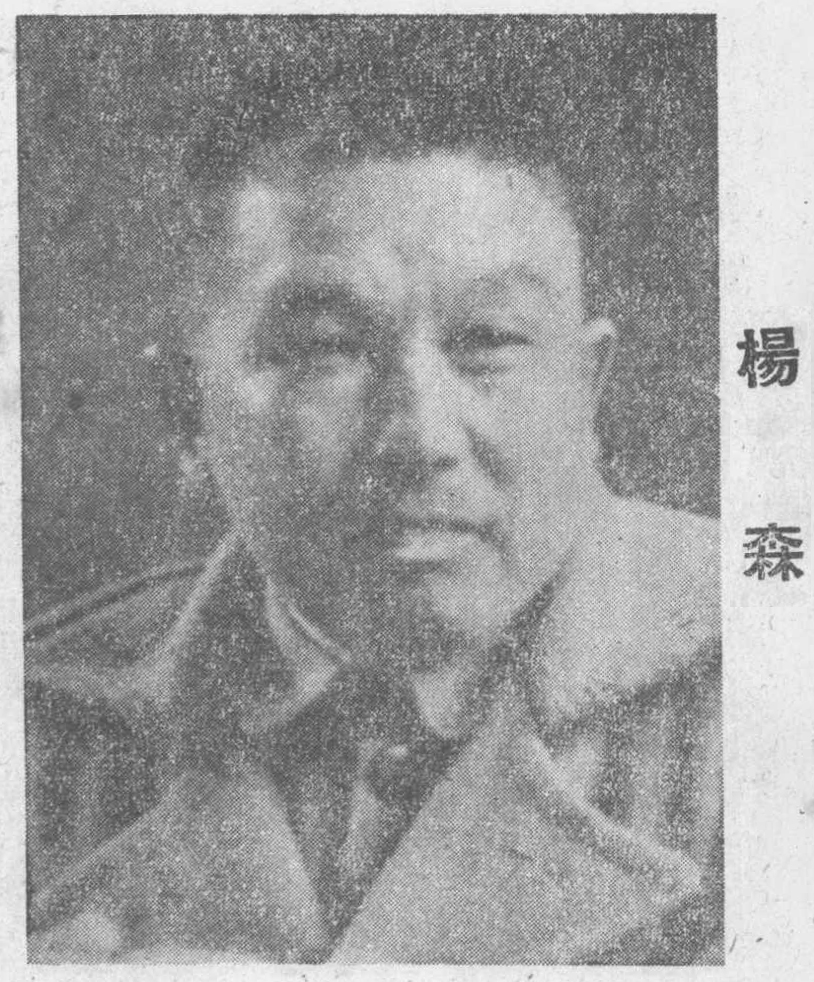

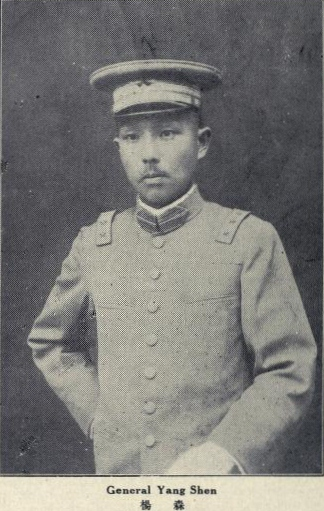

## 生平

### 北洋政府時代
杨森早年有志于学問，入順慶府聯合中学堂学习。后来转而从军，1904年（光緒三十年）入四川陸軍速成學堂。在校期间，1906年（光緒三十二年）加入中国同盟会。
1908年（光緒三十四年）自速成学堂毕业，加入四川的新軍第十七鎮（朱慶瀾任该镇統制）。
1912年中华民国成立後，杨森成为川軍。二次革命之際，初属革命派，后被滇軍黄毓成部俘虏，乃加入滇軍。
1915年（民国四年）12月，護国战争爆发，杨森作为蔡鍔手下第二梯团趙又新的随从回到了四川。此後，楊森仍属滇軍。
1920年（民国九年）3月，为响应「川人治川」的口号，楊森发表脱离滇軍宣言，从而复归川軍。此後，他积极参与扫荡四川境内的滇軍。
1921年（民国十年）2月，杨森升任川軍第二軍軍長，驻扎重慶。
後来，楊森和川軍的劉湘合力击败南方政府派的熊克武。1923年（民国十二年）8月，吴佩孚任命杨森为中央陸軍第十六師師長。9月晉升陸軍中将。
1924年（民国十三年）3月，升为陸軍上将，5月任命为四川督理。杨森率部驻扎成都，成为川軍内最大的勢力。然而，劉湘和其他川軍指揮官对杨森的反感与日俱增。
1925年（民国十四年）7月，楊森在吴佩孚的支援下开始了四川統一之战。劉湘和其他川軍指揮官则结成反楊联盟，同黔軍袁祖銘共同攻擊杨森。8月，楊森惨敗，退出四川，一度依赖吴佩孚。但随后，劉湘同袁祖銘发生对立，楊森和劉湘重新修好，楊森重归四川，和劉湘共同将袁祖銘逐出四川。
1926年（民国十五年）5月，吴佩孚任命杨森为四川省長。9月萬縣慘案中，杨森同英国軍队交战。

### 国民政府及行憲後時代
1926年10月，随着中国国民党勢力扩張，楊森宣布加入国民革命軍，被任命为国民革命军第二十军軍長。但是，1928年1月，杨森因庇护吴佩孚而被问罪免職。
即便如此，楊森仍忠于国民政府。1935年10月中央对川军第一期整军，第二十军步兵及特科共21个团，16800人。1936年2月，杨森升为陸軍中将。抗日战争爆发後，杨森任國民革命軍第六軍团軍团長，在上海方面展开軍事活動。
1938年1月，任國民革命軍第二十七集团軍总司令。1939年10月，兼任第九战区副司令長官。
1945年1月，杨森任貴州省政府主席。1947年7月19日任國民大會代表立法院立法委員貴州省選舉事務所主任委員:8385-8386。1948年（民国三十七年）4月，转任重慶市市長及國民大會代表立法院立法委員重慶市選舉事務所主任委員。1949年6月，兼任西南軍政長官公署副長官。1949年11月10日至12月7日，成立重慶衛戍總总司令部，杨森任总司令；解放軍攻占重庆後，楊森為西南軍政副長官並兼代川陝甘邊區綏靖公署主任。同年12月，中国西南部的國軍溃败，杨森撤退台湾。此後，杨森历任總統府國策顧問、中華全國體育協進會理事長兼中國奥林匹克委員會主席。
1966年8月15日，杨森登上玉山。1971年重陽節，楊森再度登上玉山:140。
1977年5月15日，杨森在台北病逝。享耆壽93歲。

## 家庭

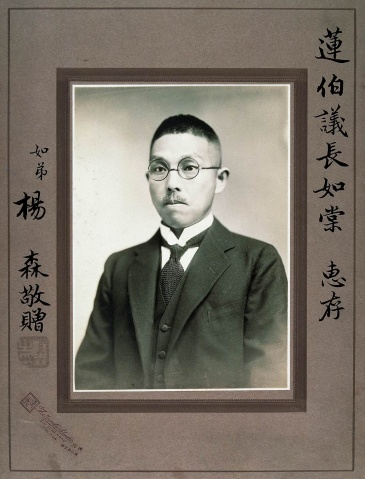
杨森赠给中华民国国会众议院议长吴景濂的照片

楊森兄長是辛亥革命先烈，臨終託孤女於楊森。是為楊漢秀。
楊森一生有原配妻子1人、续弦妻1人、妾10人，儿子21个，女儿22个。
- 第一任妻子（元配）：张氏，无子女。
- 第二任妻子（续弦）：谭正德，又名谭继贞，四川广安人，有长子杨汉忻、次子杨汉烈。
- 三姨太：刘谷芳，云南禄丰人，有子女5人。
- 四姨太：田蘅秋，四川阆中人，有子女7人。
- 五姨太：萧邦琼，四川泸县人，有子女5人。
- 六姨太：陈顺容，又名陈凤英，有子女5人。
- 七姨太：曾桂枝，贵州毕节人，有两个女儿。1929年被杨森杀害。
- 八姨太：汪德芬，四川成都人，有子女4人。
- 九姨太：蔡文娜，四川泸县人，有两个儿子。被杨森杀害。
- 十姨太：郑文如，四川重庆人，有子女2人。
- 十一姨太：胡洁玉，四川广安人，17岁时成为62岁的杨森的夫人，后成为美国核物理学教授，有一个女儿。
- 十二姨太：张灵凤，台湾新竹人，17岁时成为90岁的杨森的夫人，有一个女儿。[13]